# Houari Boumédiène (Guelma)
Houari Boumediene (în arabă هواري بومدين) este o comună din provincia Guelma, Algeria.
Populația comunei este de 7.114 locuitori (2008).